# Kevin Ruiz García
Kevin Ruiz (Patulul, Suchitepéquez, Guatemala, 18 de mayo de 1995) es un futbolista guatemalteco que se desempeña en la posición de defensa central y que actualmente milita en el Xelajú Mario Camposeco de la Liga Nacional de Fútbol de Guatemala

## Clubes
| Club                    | País      | Año               |
| ----------------------- | --------- | ----------------- |
| Deportivo Suchitepéquez | Guatemala | 2014 - 2017       |
| CSD Municipal           | Guatemala | 2017 - 2018       |
| Xelaju Mario Camposeco  | Guatemala | 2018 - 2019       |
| Deportivo Malacateco    | Guatemala | 2019 - 2022       |
| Xelaju Mario Camposeco  | Guatemala | 2022 - Actualidad |

## Palmarés

### Campeonatos nacionales
| Título                     | Club                 | País      | Año           |
| -------------------------- | -------------------- | --------- | ------------- |
| Liga Nacional de Guatemala | CSD Suchitepequez    | Guatemala | Clausura 2016 |
| Liga Nacional de Guatemala | Deportivo Malacateco | Guatemala | Apertura 2021 |
| Liga Nacional de Guatemala | Xelajú MC            | Guatemala | Clausura 2023 |
| Liga Nacional de Guatemala | Xelaju MC            | Guatemala | Apertura 2024 |